# シナコブイモリ
シナコブイモリ（学名：Paramesotriton chinensis、英：Chinese warty newt）は、イモリ科のイモリである。中華人民共和国でのみ見られ、中国中央部の重慶市から湖南省、安徽省、浙江省、福建省、広東省、広西省にかけて分布する。天然の生息地は、亜熱帯または熱帯の湿気の多い低地林、川、淡水の沼である。国際自然保護連合からは、絶滅の危機にあると考えられていない。雌の全長は、151 mmになり、雄はこれより若干小さい。